# Kengo Kuma
Kengo Kuma (隈 研吾), född 1954 i Kanagawa i Japan, är en japansk arkitekt.
Kengo Kuma utbildade sig i arkitektur vid Tokyos universitet med examen 1979 och vid Columbia University i New York 1985-86. År 1990 grundade han Kengo Kuma & Associates. Han disputerade 2008 vid Keio-universitetet, där han också undervisade. Han är från 2009 professor vid Tokyouniversitetets arkitekturskola.

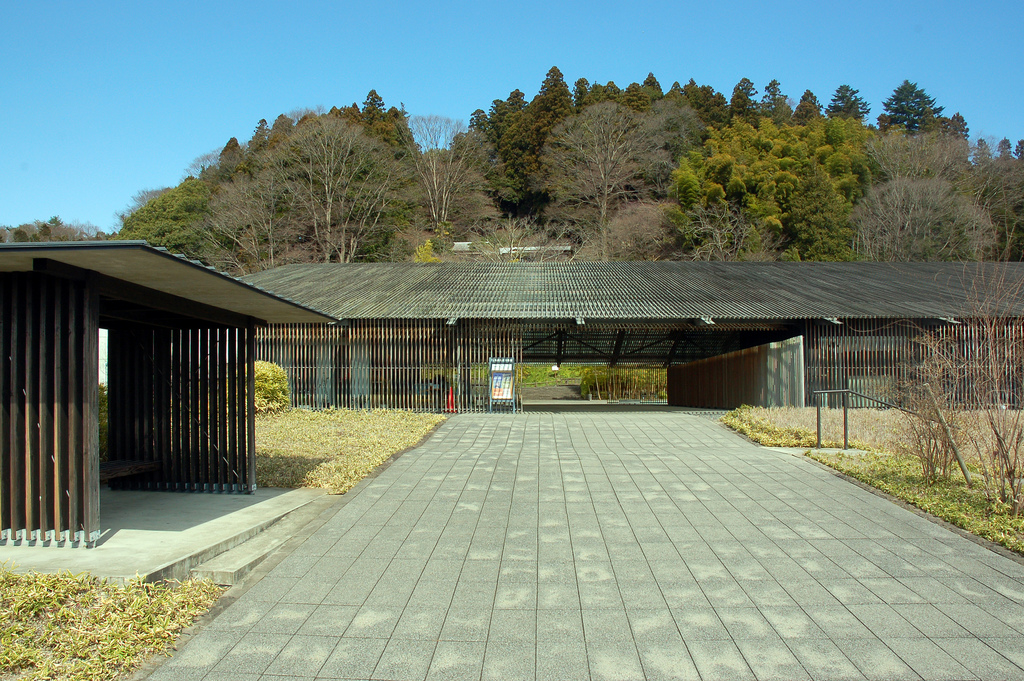
Nakagawa-machi Bato Hiroshige Museum, 2000

Kengo Kuma vann tävlingen om Victoria & Albert Museums byggnad i Dundee i Skottland, V&A Dundee. Museet invigdes i september 2018.

## Fotogalleri

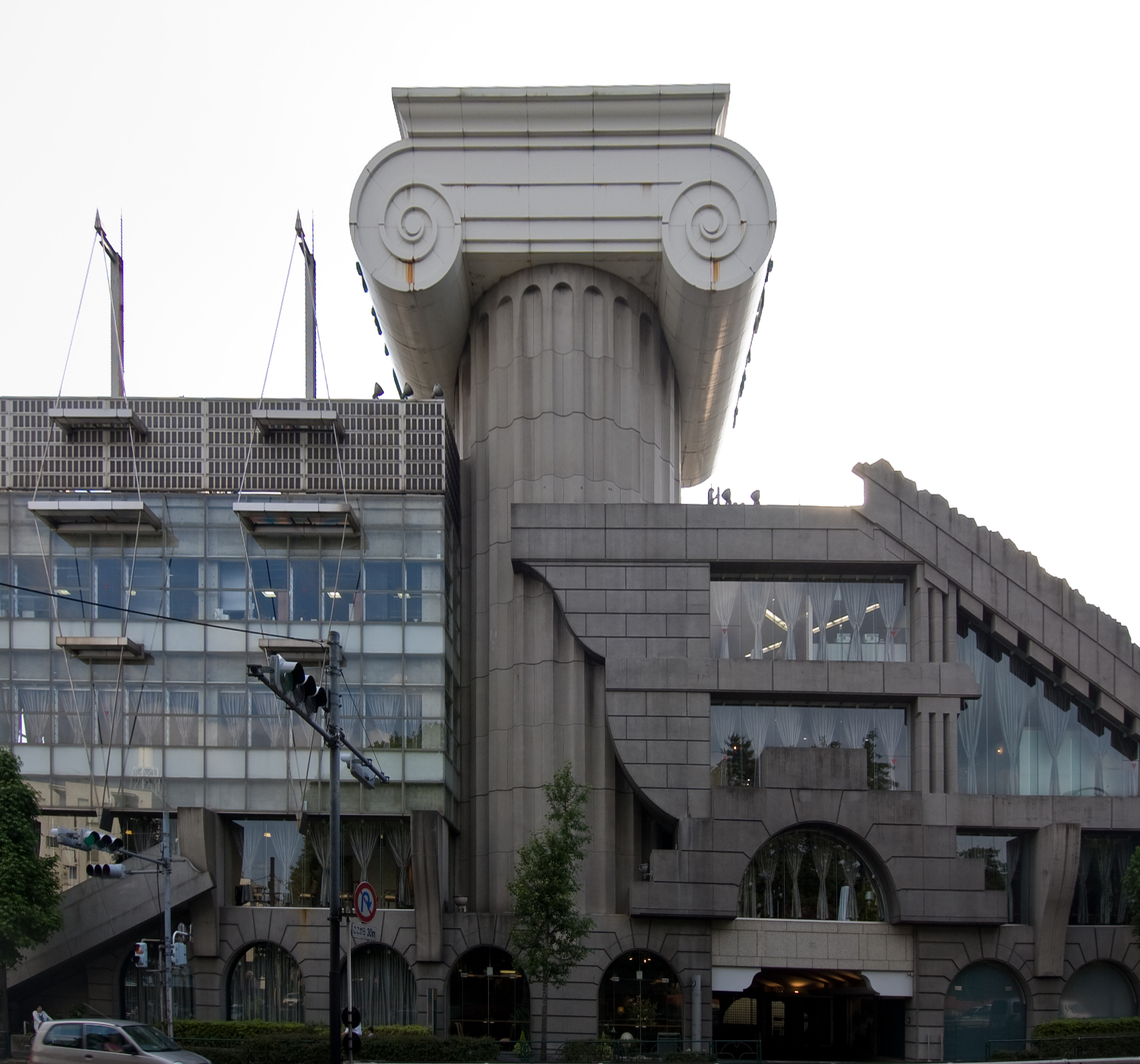
M2 Building, Setagaya, Tokyo, 1991
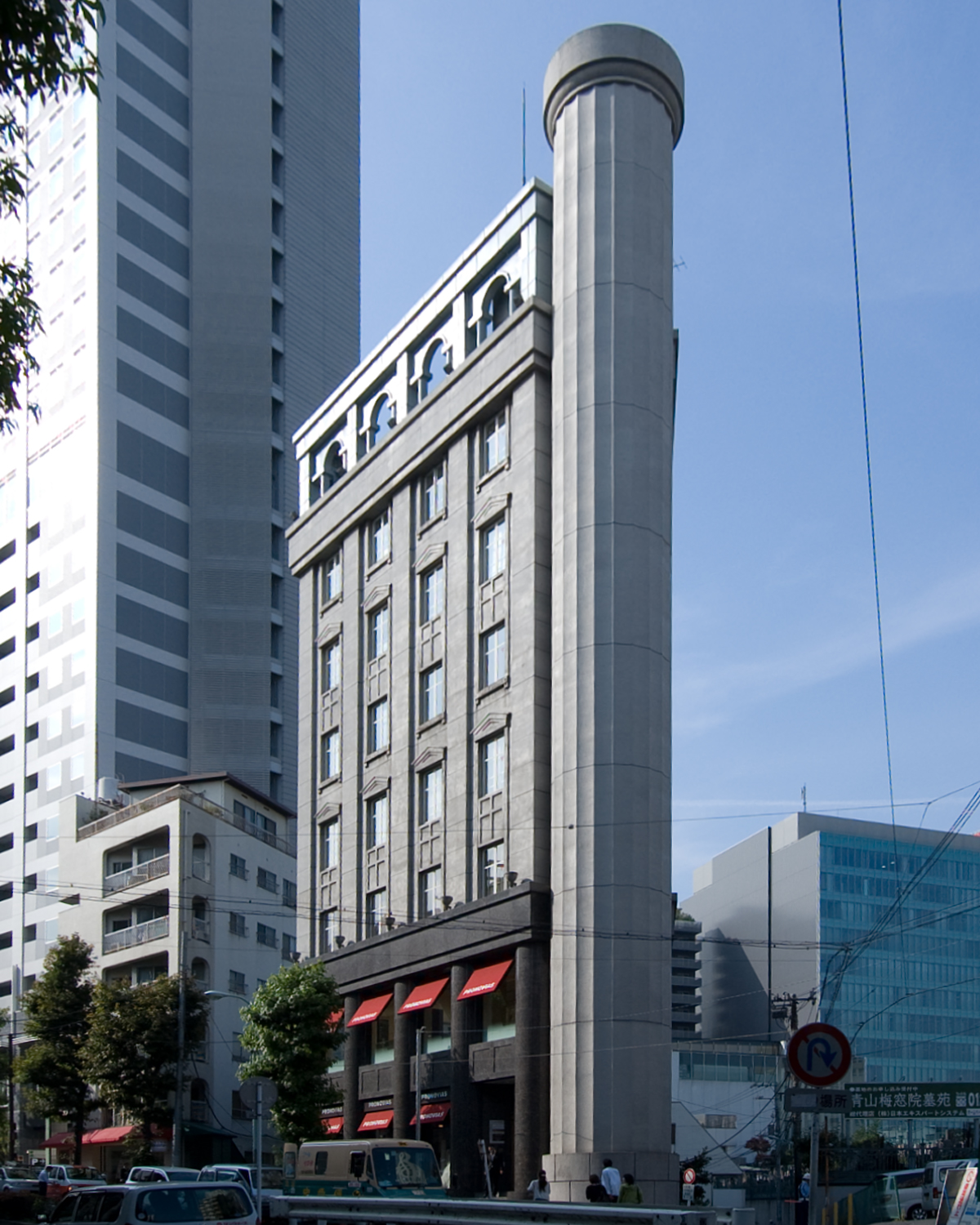
Doric building, Minato-ku, Tokyo, 1991
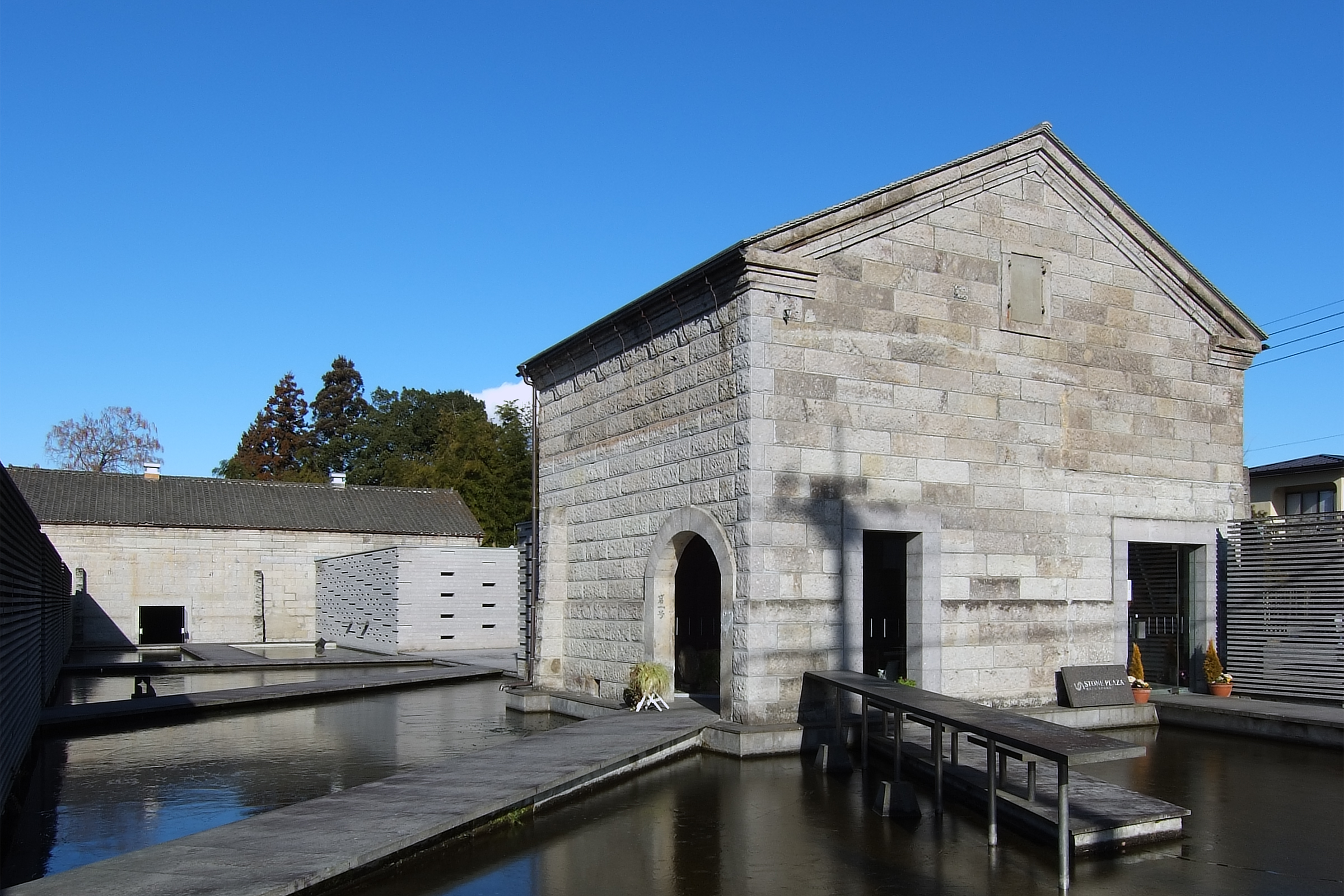
Nasu Ashino stenmuseum, Nasu-machi Tochigi, 2000
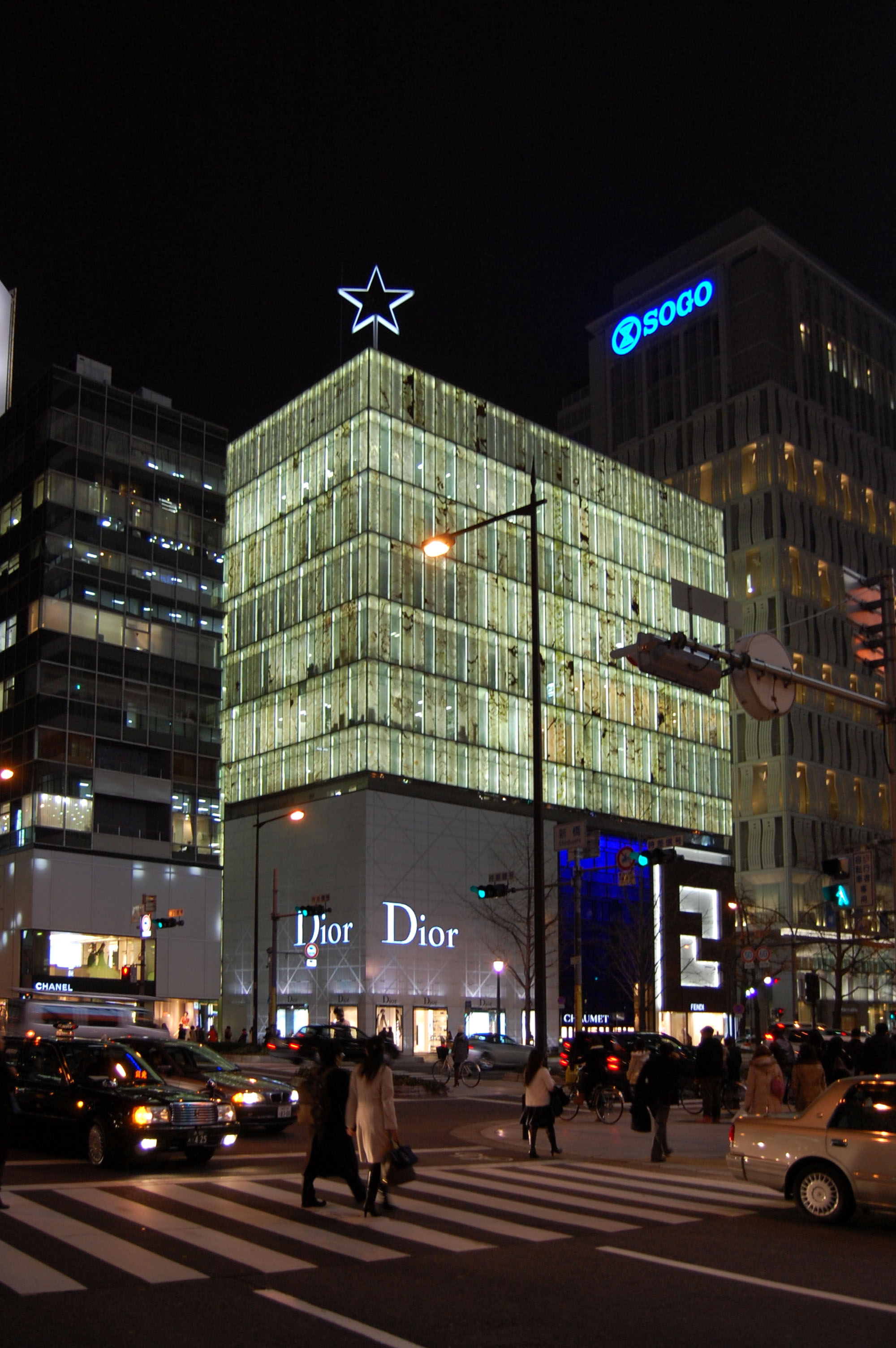
LVMH Group Japan headquarters, Osaka, 2003
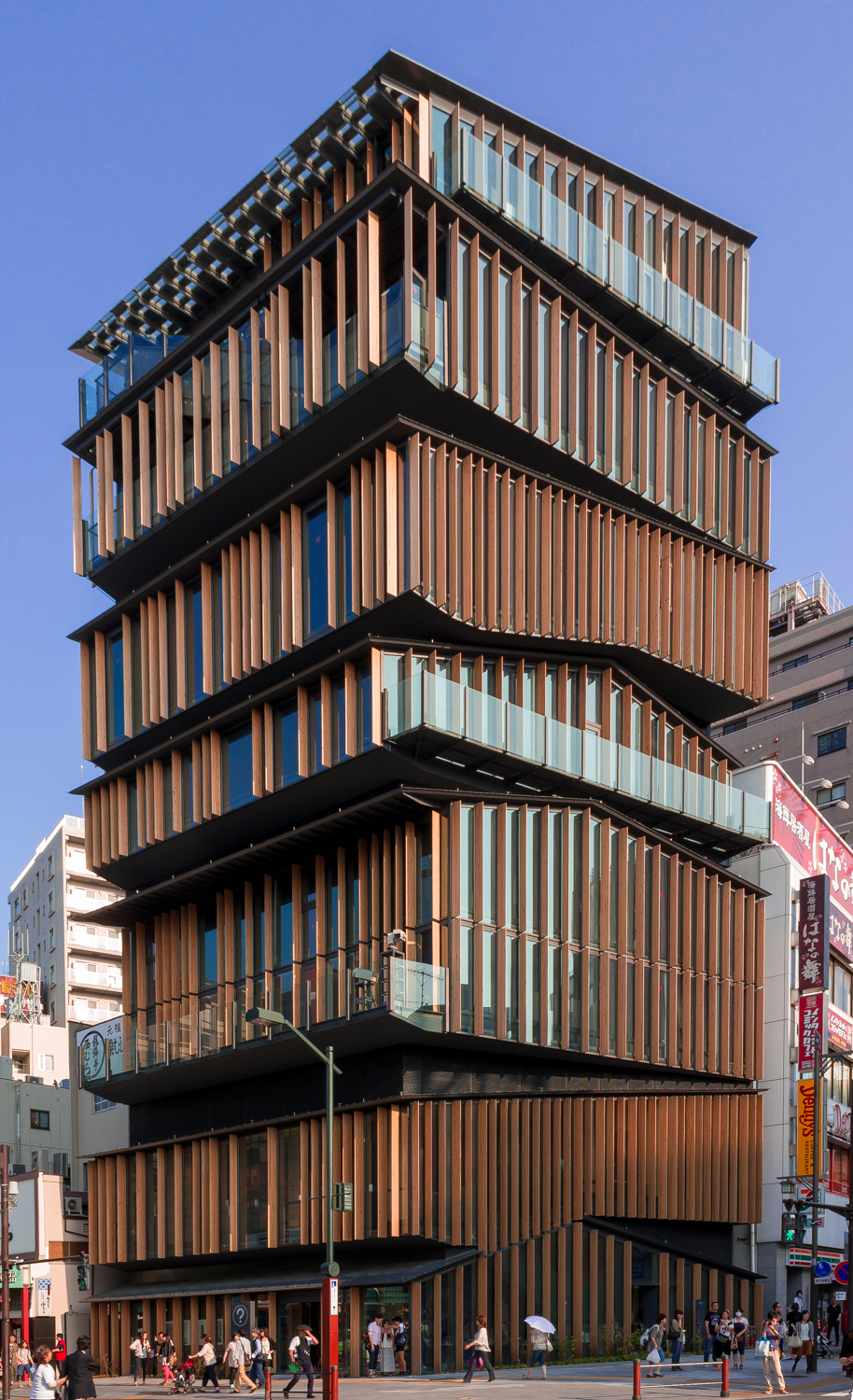
Asakusa Culture turistcentrum, Taito-ku, Tokyo
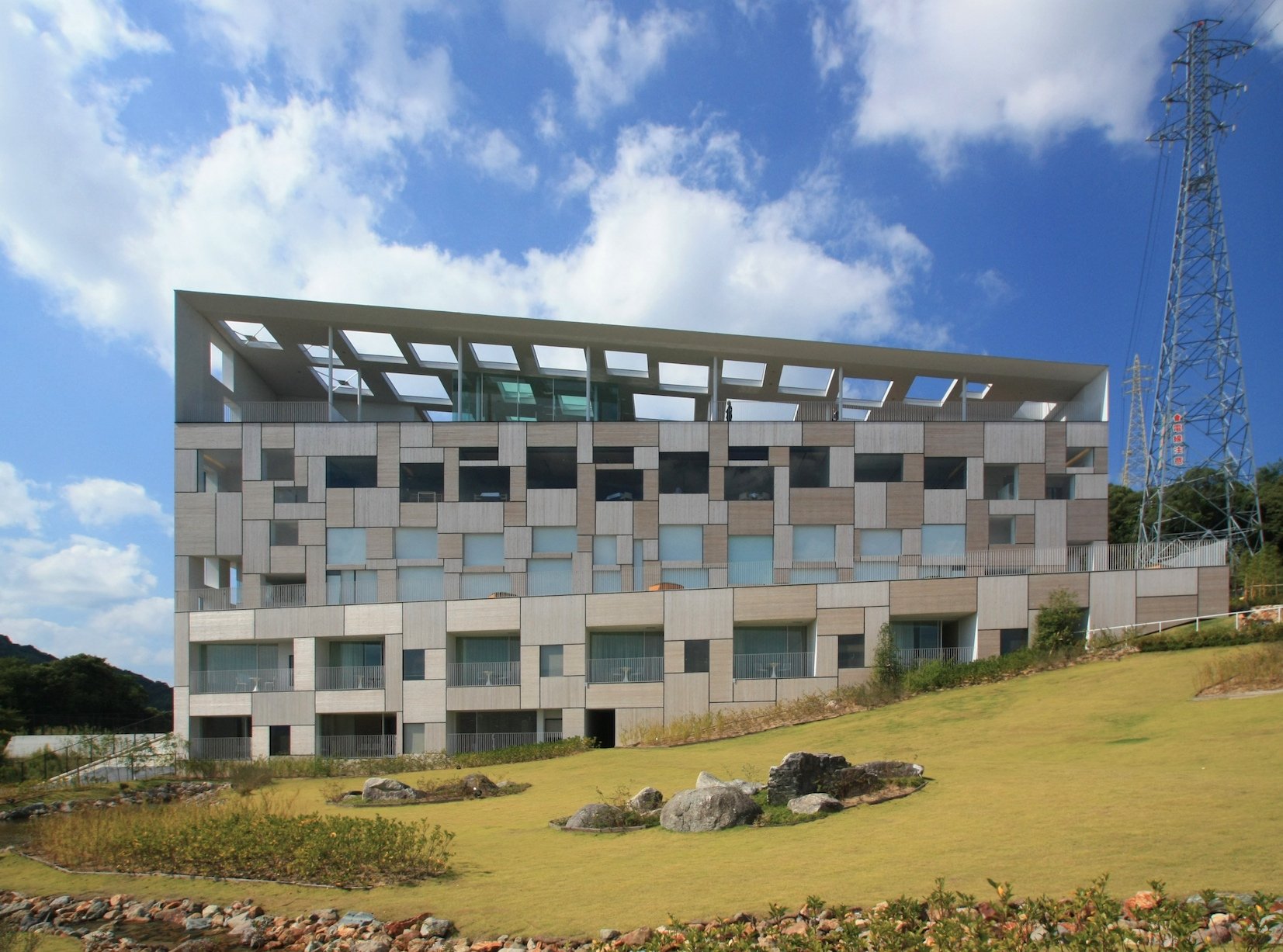
Garden Terrace Hotel, Nagasaki